# 張所受
張所受（？—？），字樸齋，廣東靈山（今廣西）人，清朝政治人物，副貢出身。

## 生平
張所受爲副貢出身。曾任福建詔安縣知縣。乾隆二十九年（1764年）五月擔任臺灣府諸羅縣知縣，乾隆三十一年（1766年）護理臺灣府淡水撫民同知。次年升任臺灣府北路理番同知，次年兼署臺灣府淡水撫民同知。乾隆三十五年（1770年），調任漳州海防同知。